# 島津裕行
島津裕行，日本男性演出家。日本動畫公司出身。

## 主要參加作品

### 電視動畫

#### 1990年代
- 櫻桃小丸子 (第1期)（1990年－1992年，製作進行）
- 南國少年奇小邪（1992年－1993年，製作進行、演出助手）
- 家有賤狗（1993年－1994年， 演出助手、分鏡、演出）
- 七海的堤可（1994年，演出助手）
- 櫻桃小丸子 (第2期)（1995年－，分鏡、演出）

#### 2000年代
- 真月譚 月姬（2003年，分鏡）
- MAJOR 1st season（2004年－2005年，分鏡）
- ef - a tale of memories.（2007年，分鏡）
- 彩雲國物語（2007年－2008年，分鏡）
- D.Gray-man (第2期)（2008年，分鏡）
- 狼與辛香料（2008年，分鏡）
- 我家有個狐仙大人。（2008年，分鏡）
- 女神異聞錄 ～三位一體之魂～（2008年，分鏡）
- ef - a tale of melodies.（2008年，分鏡）
- 黑執事（2009年，分鏡）
- 狼與辛香料II（2009年，分鏡）
- 夏日風暴！（2009年，分鏡）
- NEEDLESS（2009年，分鏡）
- 女王之刃 王位繼承者（2009年，分鏡）
- 信蜂（2009年－2010年，分鏡）
- 肯普法（2009年，分鏡）
- KIDDY GiRL-AND（2009年－2010年，分鏡）
- 守護甜心!!!派對（2009年－2010年，分鏡）

#### 2010年代前半
- 閃光的夜襲（2010年，分鏡）
- 少年犯之七人（2010年，分鏡）
- WORKING!!（2010年，分鏡）
- 無法掙脫的背叛（2010年，分鏡）
- 聖誕之吻SS（2010年，分鏡）
- 鶺鴒女神 ～Pure Engagement～（2010年，分鏡）
- 夢色蛋糕師SP Professional（2010年，分鏡）
- 信蜂 REVERSE（2010年－2011年，分鏡）
- 爆漫王。（2010年－2011年，分鏡）
- 電視漫畫 昭和物語（2010年，分鏡、演出）
- 金鋼狼 (2011年動畫)（日语：ウルヴァリン (アニメ)）（2011年，分鏡）
- 靈異E接觸（2011年，分鏡）
- 緋彈的亞莉亞（2011年，分鏡）
- DOG DAYS（2011年，分鏡）
- 異國迷宮的十字路口（2011年，分鏡）
- 快盜天使雙胞胎 ～KYUNKYUN☆心跳樂園!!～（2011年，分鏡）
- 神的記事本（2011年，分鏡）
- HUNTER×HUNTER (新版)（2011年－2014年），分鏡）
- 聖誕之吻SS+plus（2012年，分鏡）
- 猛烈宇宙海賊（2012年，分鏡）
- 寶石寵物 Kira☆Deco！（2012年－2013年，分鏡）
- AKB0048（2012年，分鏡）
- 美少女死神 還我H之魂！（2012年，分鏡）
- 其中1個是妹妹！（2012年，分鏡）
- 心連·情結（2012年，分鏡）
- DOG DAYS'（2012年，分鏡）
- Muv-Luv Alternative Total Eclipse（2012年，分鏡）
- 校園剋星（2012年－2013年，分鏡）
- 我的朋友很少NEXT（2013年，分鏡）
- 初音島III（2013年，分鏡）
- AKB0048 next stage（2013年，分鏡）
- 問題兒童都來自異世界？（2013年，分鏡）
- 魔王勇者（2013年，分鏡）
- 能量獸之戰獸旋戰鬥（2012年－2013年，分鏡）
- 南家三姊妹 我回來了（2013年，分鏡）
- 百花繚亂 SAMURAI GIRLS（2013年，分鏡）
- 閃電十一人GO 銀河（2013年－2014年，分鏡）
- 魔法科高中的劣等生（2014年，分鏡）
- 惡魔的謎語（2014年，分鏡）
- Dragon Collection（日语：ドラゴンコレクション）（2014年，分鏡）
- 劍靈 Blade & Soul（2014年，分鏡）
- 斬！赤紅之瞳（2014年，分鏡）
- Re: HAMATORA -超能偵探社-（2014年，分鏡）
- 花舞少女（2014年，分鏡）
- 電波少女與錢仙大人（2014年，分鏡）
- 天體運行式（2014年，分鏡）
- 電器街的漫畫店（2014年，分鏡）

#### 2010年代後半
- 小長門有希的消失（2015年，分鏡）
- 銀河騎士傳 第九行星戰役（2015年，分鏡）
- 亂步奇譚 Game of Laplace（2015年，分鏡）
- 六花的勇者（2015年，分鏡）
- Chaos Dragon 赤龍戰役（2015年），分鏡）
- 偶像大師 灰姑娘女孩（2015年，分鏡）
- 那就是聲優！（2015年，分鏡）
- K RETURN OF KINGS（2015年，分鏡）
- 受讚頌者 虛偽的假面（2015年，分鏡）
- 魔法護士小麥R（2016年，分鏡）
- 最弱無敗神裝機龍（2016年，分鏡）
- 疾走王子 Alternative（2016年，分鏡）
- HUNDRED百武裝戰記（2016年，分鏡）
- 超時空要塞Δ（2016年，分鏡）
- 小桃小栗 Love Love物語（2016年，分鏡）
- D.Gray-man HALLOW（2016年，分鏡）
- 亞人（2016年，故事分鏡）
- 神裝少女小纏（2016年，分鏡）
- Hand Shakers（2017年，分鏡）
- Seiren（2017年，分鏡）
- 武裝少女Machiavellianism（2017年，分鏡）
- 戀愛暴君（2017年，分鏡）
- 異世界食堂（2017年，分鏡）
- Princess Principal（2017年，分鏡）
- 動作女英雄 水果應援團（2017年，分鏡）
- 天使的3P！（2017年，分鏡）
- 酒鬼妹子（2018年，分鏡）
- 刀使之巫女（2018年，分鏡）
- 龍王的工作！（2018年，分鏡）
- 爆肝工程師的異世界狂想曲（2018年，分鏡）
- 魔法少女網站（2018年，分鏡）
- 踏切時間（2018年，分鏡）
- 阿宅的戀愛太難（2018年，分鏡）
- 多田君不戀愛（2018年，分鏡）
- ISLAND（2018年，分鏡）
- 暮光幻影（2018年，分鏡）
- 天空與海洋之間（2018年，分鏡）
- RErideD -穿越時空的德理達-（2018年，分鏡）
- 天空與海洋之間（2018年，分鏡）
- W'z（日语：W'z《ウィズ》）（2019年，分鏡）
- 歌舞伎町夏洛克（2019年，分鏡）
- 刺客守則（2019年，分鏡）
- 美妙射擊部（2019年，分鏡）

#### 2020年代
- 空挺Dragons（2020年，分鏡）
- 鑽石王牌 actII（2020年，分鏡）
- 貓娘樂園（2020年，分鏡）
- 〈Infinite Dendrogram〉-無盡連鎖-（2020年，分鏡）
- 魔王學院的不適任者～史上最強的魔王始祖，轉生就讀子孫們的學校～（2020年，分鏡）
- Re:從零開始的異世界生活（2020年，分鏡）
- A3！（2020年，分鏡）
- 在魔王城說晚安（2020年，分鏡）
- 滿溢的水果塔（2020年，分鏡）
- 熊熊勇闖異世界（2020年，分鏡）
- 弱角友崎同學（2021年，分鏡）
- 怪物事變（2021年，分鏡）
- 裏世界遠足（2021年，分鏡）
- Praeter之傷（2021年，分鏡）
- 雖然我是注定沒落的貴族 閒來無事只好來深究魔法（2025年，分鏡）

### OVA
- 今際之國的闖關者（2015年，分鏡）

### 電影動畫
- 哥吉拉（分鏡）
  - 哥吉拉 怪獸惑星（2017年）
  - 哥吉拉 決戰機動增殖都市（2018年）
  - 哥吉拉 噬星者（2018年）

## 相關項目
- 日本動畫師列表